# Richtlinie 93/42/EWG über Medizinprodukte
Die Richtlinie 93/42/EWG des Rates vom 14. Juni 1993 über Medizinprodukte war eine von insgesamt drei Medizinprodukte-EU-Richtlinien und wird in Deutschland und Österreich kurz als Medizinprodukterichtlinie bezeichnet. International spricht man von der Richtlinie als Medical Device Directive (MDD), oder Directive 93/42/EEC.
Sie war das wichtigste Regelungsinstrument zum Nachweis der Sicherheit und der medizinisch-technischen Leistungsfähigkeit von Medizinprodukten im Europäischen Wirtschaftsraum. Sie wurde zuletzt im Jahr 2007 über die Änderungsrichtlinie 2007/47/EG in großen Teilen modifiziert. Diese Änderungen wurden am 21. März 2010 in der EU national rechtswirksam.
Am 25. Mai 2017 ist die neue Verordnung (EU) 2017/745 über Medizinprodukte in Kraft getreten. Diese wird auch als Medical Device Regulation (MDR) bezeichnet und ist ohne Umsetzung in nationale Gesetze gültig. Mit einer Übergangsfrist von drei Jahren hat sie die Medizinprodukterichtlinie 93/42/EWG zum 25. Mai 2021 ersetzt.
Wie bei allen europäischen Richtlinien war es vorrangiges Ziel der Medizinprodukterichtlinie, den freien Warenverkehr zu ermöglichen. Dies belegt Artikel 2 der Richtlinie 93/42/EWG, der fordert:

„Die Mitgliedstaaten treffen alle erforderlichen Maßnahmen, damit die Produkte nur in Verkehr gebracht und/oder in Betrieb genommen werden dürfen, wenn sie bei sachgemäßer Lieferung, Installation, Instandhaltung und ihrer Zweckbestimmung entsprechender Verwendung die Anforderungen dieser Richtlinie erfüllen.“

Die weiteren Artikel behandeln die verwaltungsmäßige Umsetzung und verweisen auf weitere rechtliche Verknüpfungen.
Die Umsetzung der Medizinprodukterichtlinie in jeweils nationales Recht erfolgte durch nationale Gesetze, in Deutschland und Österreich durch das Medizinproduktegesetz (Gesetz über Medizinprodukte). Die Schweiz, obschon weder Mitglied der Europäischen Union noch des Europäischen Wirtschaftsraumes, bezieht sich im Heilmittelgesetz (Bundesgesetz über Arzneimittel und Medizinprodukte) ebenfalls auf diese Richtlinie und hat sie mit der Medizinprodukteverordnung (MepV) im April 1996 praktisch übernommen und in Schweizer Recht umgesetzt.

## Medizinprodukte im Sinne der Richtlinie
Medizinprodukte im Sinne der Richtlinie sind alle einzeln oder miteinander verbunden verwendeten Instrumente, Apparate, Vorrichtungen, Stoffe oder anderen Gegenstände, einschließlich der für ein einwandfreies Funktionieren des Medizinprodukts eingesetzten Software, die vom Hersteller zur Anwendung für Menschen für folgende Zwecke bestimmt sind:
- Erkennung, Verhütung, Überwachung, Behandlung oder Linderung von Krankheiten;
- Erkennung, Überwachung, Behandlung, Linderung oder Kompensierung  von Verletzungen oder Behinderungen;
- Untersuchung, Ersatz oder Veränderung des anatomischen Aufbaus oder eines physiologischen Vorgangs;
- Empfängnisregelung,

und deren bestimmungsgemäße Hauptwirkung im oder am menschlichen Körper weder durch pharmakologische oder immunologische Mittel noch metabolisch erreicht wird, deren Wirkungsweise aber durch solche Mittel unterstützt werden kann.
Im Sinne dieser Richtlinie wird Zubehör als eigenständiges Medizinprodukt behandelt; weitere Artikel, die als Medizinprodukte definiert sind, sind:
- Sonderanfertigungen von Produkten nach ärztlicher Vorgabe für bestimmte Patienten,
- für klinische Prüfungen am Menschen bestimmte Produkte.

## Ausgenommene Medizinprodukte
Folgende Medizinprodukte unterliegen nicht der Richtlinie 93/42/EWG:
- Aktive implantierbare medizinische Geräte (z. B. Herzschrittmacher) unterliegen als Medizinprodukte der Richtlinie 90/385/EWG
- In-vitro-Diagnostika unterliegen als Medizinprodukte der Richtlinie 98/79/EG
- Feste nicht wiederverwendbare Einheiten mit einem Arzneimittel (Arzneimittelkit)
- Nationale Ausnahmen einzelner Länder

Die Thematik der Abgrenzung verschiedener Produktgruppen wird unter Produktabgrenzung behandelt.

## EU-Konformitätsbewertung
Die EU-Konformitätsbewertung (Art. 11, Richtlinie 93/42/EWG) wird durch den Hersteller vorgenommen. Für erhöhte Risikoklassen (IIa, IIb und III) muss eine Benannte Stelle die Konformitätsbewertung zertifizieren (Art. 16 i. V. m. Anh. XI, Richtlinie 93/42/EWG). Die Benennung der Benannten Stellen entspricht einer Akkreditierung und erfolgt in Deutschland durch die Zentralstelle der Länder für Gesundheitsschutz bei Arzneimitteln und Medizinprodukten. Die Pflichten der Benannten Stelle sind in Anhang XI der Richtlinie 93/42/EWG genannt.
Der Behörde muss der Hersteller eines Medizinprodukts die Anschrift des Unternehmenssitzes, im Fall von Importen einen Bevollmächtigten im Raum der Europäischen Union, die Beschreibung des betreffenden Produktes, dessen Bezeichnung, die Anwendungsbereiche, im Fall von Zertifikatsvoraussetzungen deren gültige Ausstellung durch eine Benannte Stelle, die Benennung eines Sicherheitsbeauftragten und dessen Eignung vor beabsichtigter Markteinführung belegen (Art. 14, Richtlinie 93/42/EWG).

## Änderungsrichtlinie 2007/47/EG
Am 29. März 2007 hat das Europäische Parlament dem Vorschlag zur Änderung der Richtlinien 90/385/EWG und 93/42/EWG des Rates sowie der Richtlinie 98/8/EG im Hinblick auf die Überarbeitung der Richtlinien über Medizinprodukte zugestimmt.
Die Veröffentlichung der Novelle der Richtlinien 90/385/EWG, 93/42/EWG und 98/8/EG erfolgte am 5. September 2007 mit der Richtlinie 2007/47/EG. Die Richtlinie trat am 25. September 2007 in Kraft. Die jeweiligen nationalen Umsetzungen der Änderungsrichtlinie in den EU-Mitgliedstaaten mussten bis zum 21. Dezember 2008 erfolgen. In Deutschland trat das Änderungsgesetz vom 29. Juli 2009 (BGBl. I S. 2326) zum 1. August 2009 bzw. zum 1. Januar 2013 in Kraft. Am 21. März 2010 waren die nationalen Änderungen der EU-Richtlinie 2007/47/EG EU-weit in Kraft getreten und seitdem anzuwenden.